# 聖羅薩 (烏拉圭)
34°30′S 56°2′W / 34.500°S 56.033°W

聖羅薩（西班牙語：Santa Rosa），是烏拉圭的城鎮，位於該國南部，由卡內洛內斯省負責管轄，處於卡內洛內斯以東24公里，始建於1879年8月19日，海拔高度40米，2011年人口3,727。